# Garmin-Transitions/Saison 2010
Dieser Artikel listet Erfolge und Mannschaft des Radsportteams Garmin-Transitions in der Saison 2010 auf.

## Saison 2010

### Erfolge beim UCI World Calendar
Bei den Rennen des  UCI World Calendar im Jahr 2010 gelangen dem Team nachstehende Erfolge.
| Datum         | Rennen                        | Sieger        |
| 9. Mai        | 2. Etappe Giro d’Italia       | Tyler Farrar  |
| 18. Mai       | 10. Etappe Giro d’Italia      | Tyler Farrar  |
| 5. August     | 5. Etappe Tour de Pologne     | Daniel Martin |
| 1.–7. August  | Gesamtwertung Tour de Pologne | Daniel Martin |
| 15. August    | Vattenfall Cyclassics         | Tyler Farrar  |
| 17. August    | Prolog Eneco Tour             | Svein Tuft    |
| 22. August    | 5. Etappe Eneco Tour          | Jack Bobridge |
| 1. September  | 5. Etappe Vuelta a España     | Tyler Farrar  |
| 19. September | 21. Etappe Vuelta a España    | Tyler Farrar  |

### Erfolge in den Continental Circuits
Bei den Rennen des UCI Continental Circuits gelangen dem Team nachstehende Erfolge.
| Datum             | Rennen                                         | Kat. | Sieger          |
| 6. Januar         | Australische Meisterschaft – Einzelzeitfahren  | NC   | Cameron Meyer   |
| 10. Januar        | Australische Meisterschaft – Straßenrennen     | NC   | Travis Meyer    |
| 3. März           | 1. Etappe Vuelta a Murcia                      | 2.1  | Robert Hunter   |
| 4. März           | 2. Etappe Vuelta a Murcia                      | 2.1  | Robert Hunter   |
| 28. März          | 3. Etappe Critérium International              | 2.HC | David Millar    |
| 1. April          | 3a. Etappe Driedaagse van De Panne-Koksijde    | 2.HC | Tyler Farrar    |
| 1. April          | 3b. Etappe Driedaagse van De Panne-Koksijde    | 2.HC | David Millar    |
| 30. März–1. April | Gesamtwertung Driedaagse van De Panne-Koksijde | 2.HC | David Millar    |
| 7. April          | Scheldeprijs                                   | 1.HC | Tyler Farrar    |
| 18. Mai           | 3. Etappe Kalifornien-Rundfahrt                | 2.HC | David Zabriskie |
| 23. Mai           | 8. Etappe Kalifornien-Rundfahrt                | 2.HC | Ryder Hesjedal  |
| 11.–13. Juni      | Gesamtwertung Delta Tour Zeeland               | 2.1  | Tyler Farrar    |
| 25. Juni          | Kanadischer Meister – Einzelzeitfahren         | NC   | Svein Tuft      |
| 27. Juni          | Brasilianische Meisterschaft – Straßenrennen   | NC   | Murilo Fischer  |
| 7. August         | 5. Etappe Post Danmark Rundt (EZF)             | 2.HC | Svein Tuft      |
| 17. August        | Tre Valli Varesine                             | 1.HC | Daniel Martin   |
| 17. Oktober       | Chrono des Nations                             | 1.1  | David Millar    |
| 24. Oktober       | Japan Cup                                      | 1.HC | Daniel Martin   |

### Zugänge – Abgänge
| Zugänge            | Team 2009                  | Abgänge            | Team 2010                     |
| ------------------ | -------------------------- | ------------------ | ----------------------------- |
| Fredrik Kessiakoff | Fuji-Servetto              | Christopher Sutton | Sky Professional Cycling Team |
| Murilo Fischer     | Liquigas                   | Bradley Wiggins    | Sky Professional Cycling Team |
| Johan Vansummeren  | Silence-Lotto              | Hans Dekkers       | Landbouwkrediet               |
| Robert Hunter      | Team Barloworld            | Jason Donald       | Bahati Foundation             |
| Michel Kreder      | Rabobank Continental       | Michael Friedman   | Jelly Belly-Kenda             |
| Jack Bobridge      | Team Jayco-AIS             | Lucas Euser        | SpiderTech-Planet Energy      |
| Travis Meyer       | Team Jayco-AIS             | Huub Duyn          | Team NetApp                   |
| Matthew Wilson     | Team Type 1                | Kilian Patour      | UC Orléans                    |
| Peter Stetina      | Ex-Profi (Slipstream 2007) | William Frischkorn | Karriereende                  |
| Kirk Carlsen       | Neoprofi                   | Blake Caldwell     | Unbekannt                     |

### Mannschaft
| Name                  | Geburtstag        | Nationalität           |              |
| --------------------- | ----------------- | ---------------------- | ------------ |
| Jack Bobridge         | 13. Juli 1989     | Australien             |              |
| Kirk Carlsen          | 25. Mai 1987      | Vereinigte Staaten     |              |
| Steven Cozza          | 3. März 1985      | Vereinigte Staaten     |              |
| Tom Danielson         | 13. März 1978     | Vereinigte Staaten     |              |
| Julian Dean           | 28. Januar 1975   | Neuseeland             |              |
| Timothy Duggan        | 14. November 1982 | Vereinigte Staaten     |              |
| Tyler Farrar          | 2. Juni 1984      | Vereinigte Staaten     |              |
| Murilo Fischer        | 16. Juni 1979     | Brasilien              |              |
| Ryder Hesjedal        | 9. Dezember 1980  | Kanada                 |              |
| Robert Hunter         | 22. April 1977    | Südafrika              |              |
| Fredrik Kessiakoff    | 17. Mai 1980      | Schweden               |              |
| Michel Kreder         | 15. August 1987   | Niederlande            |              |
| Trent Lowe            | 8. Oktober 1984   | Australien             |              |
| Martijn Maaskant      | 27. Juli 1983     | Niederlande            |              |
| Daniel Martin         | 20. August 1986   | Irland                 |              |
| Christian Meier       | 21. Februar 1985  | Kanada                 |              |
| Cameron Meyer         | 11. Januar 1988   | Australien             |              |
| Travis Meyer          | 8. Juni 1989      | Australien             |              |
| David Millar          | 4. Januar 1977    | Vereinigtes Königreich |              |
| Danny Pate            | 24. März 1979     | Vereinigte Staaten     |              |
| Thomas Peterson       | 24. Dezember 1986 | Vereinigte Staaten     |              |
| Peter Stetina         | 8. August 1987    | Vereinigte Staaten     |              |
| Svein Tuft            | 9. Mai 1977       | Kanada                 |              |
| Johan Vansummeren     | 4. Februar 1981   | Belgien                |              |
| Ricardo van der Velde | 19. Februar 1987  | Niederlande            |              |
| Christian Vandevelde  | 22. Mai 1976      | Vereinigte Staaten     |              |
| Matthew Wilson        | 1. Oktober 1977   | Australien             |              |
| David Zabriskie       | 12. Januar 1979   | Vereinigte Staaten     |              |
| Stagiaires            | Stagiaires        | Nationalität           | Nationalität |
| Caleb Fairly          | Caleb Fairly      | Vereinigte Staaten     |              |
| Raymond Kreder        | Raymond Kreder    | Niederlande            |              |
| Andrew Talansky       | Andrew Talansky   | Vereinigte Staaten     |              |

## Trikot

2010